# Лужница (река)
Лужница је река на југоистоку Србије у Општини Бабушница. Својим током пролази кроз Лужничку котлину. 
Река Лужница извире на северу општине Бабушница близу села Радошевац. У њеном горњем току припаја се већа количина воде из Горњег Крњина са извора Врело. 
У селу Љуберађа у Лужницу се улива њена највећа лева притока река Мурговица. Река Лужница се у насељу Свође улива у реку Власину. 
Дужине реке Лужнице износи 39 km, одликује се неуједначеним протицајем и знатном ерозијом у сливу (површина слива износи 310,5 km²).
На реци је раније било доста воденица док их сад има само неколико. 
У селу Модра Стена је средином 20. века постојала и мини хидроцентрала која је снабдевала електричном енергијом села Велико Боњинце и Модру Стену. Централа је радила око тридесет година али је шездесетих година престала са радом.
Осамдесетих година 20. века неколико извора (притоке Лужнице) у окилини села Љуберађа је „каптирано“ да би се један део Ниша и један део Општине Бабушница снабдевао квалитетном водом за пиће.

## Галерија
- Корито реке између села Горње и Доње Крњино, горњи ток
- Река Лужница, горњи ток, Доње Крњино
- Река Лужница кроз Бабушницу
- Лужница у клисури између Љуберађе и Грнчара (Модри Камен)
- Стене недалеко од села Грнчар
- Лужница један део корита
- Клисура кроз коју протиче река Лужница
- Лужница један део уређеног корита
- Лужница кроз Љуберађу
- Лужница у околини Љуберађе

## Притоке
Река лужница има само три веће притоке, док се осталом водом снабдева из више потока и врела дуж њеног тока.
Притоке су:
- Балван (речица)
- Стрижевачки поток
- Братишевачки поток
- Провањенички поток
- Изворски поток
- Бежишко врело
- Врелска река
- Мурговица
- Зли дол
- Линовштица
- Паписка долина
- Долска река
- Брестовдолска река
- Врелска долина
- Јабланица (Мало Боњинце)
- Рџавица

## Насеља кроз која протиче река Лужница
- Радошевац
- Горње Крњино
- Доње Крњино
- Доњи Стрижевац
- Извор
- Бабушница
- Горчинци
- Љуберађа
- Грнчар
- Модра Стена
- Мезграја
- Свође